# Laboratoire des sciences du numérique de Nantes
Vous pouvez aider à l'améliorer ou bien discuter des problèmes sur sa page de discussion.
- Il ne cite pas suffisamment ses sources. Vous pouvez indiquer les passages à sourcer avec {{référence nécessaire}} ou {{Référence souhaitée}}, et inclure les références utiles en les liant aux notes de bas de page. (Marqué depuis décembre 2021)
- Son texte doit être wikifié : il ne correspond pas à la mise en forme Wikipédia (style, typographie, liens internes, liens entre les wikis, etc.). (Marqué depuis décembre 2021)

- Archive Wikiwix
- Bing
- Cairn
- DuckDuckGo
- E. Universalis
- Gallica
- Google
- G. Books
- G. News
- G. Scholar
- Persée
- Qwant
- (zh) Baidu
- (ru) Yandex
- (wd) trouver des œuvres sur Wikidata

Le Laboratoire des Sciences du Numérique de Nantes (LS2N - UMR6004) est une unité mixte de recherche ayant pour tutelles le Centre national de la recherche scientifique (CNRS), l'École centrale de Nantes, l'Université de Nantes et IMT Atlantique. Il a aussi pour partenaire l'Institut national de recherche en informatique et en automatique (Inria).
Il est créé en janvier 2017, résultant de la fusion de l'Institut de recherche en communications et cybernétique de Nantes (IRCCyN - UMR6597) et du Laboratoire d'informatique de Nantes Atlantique (LINA - UMR6241).

## Historique
Le 1er janvier 2017, l'Institut de recherche en communications et cybernétique de Nantes (IRCCyN - UMR6597) et du Laboratoire d'informatique de Nantes Atlantique (LINA - UMR6241) fusionnent pour former le Laboratoire des Sciences du Numérique de Nantes (LS2N - UMR6004).

## Équipes du laboratoire
Le LS2N est composé de 450 membres répartis en 5 pôles pour un total de 22 équipes de recherche.
Les cinq pôles de compétences disciplinaires sont :
- Signaux, Images, Ergonomie et Langues,
- Sciences des données et de la décision,
- Sciences du logiciel et des systèmes distribués,
- Conception et conduite de systèmes,
- Robotique, procédés, calcul

Cinq thèmes transverses (en phase avec les défis scientifiques et sociétaux que veut relever l’unité) :
- Entreprise du futur,
- Gestion de l’énergie et maîtrise des impacts environnementaux,
- Sciences du vivant,
- Véhicules et mobilités,
- Création, culture et société numériques

## Formations
Le laboratoire participe aux formations sur les différents sites nantais et en particulier aux masters suivants :
- le master informatique
- le master CORO (Control and Robotics)
- le programme joint de master EMARO (European Master on Advanced Robotics)
- le Erasmus Mundus JEMARO (Japan-European Master on Advanced Robotics)
- le Erasmus Mundus E-PiCo (Electric vehicle Propulsion and Control)
- le Erasmus Mundus DREAM (Dynamics of renewables-based power systems)
- le Erasmus Mundus EU-CORE (European Master on Control of Renewable Energy Systems)
- le master MOST (Management and Optimization of Supply Chain and Transport)
- les masters Bio-informatique (avec Rennes) et Bio-Santé

Le LS2N est également associé aux écoles doctorales de la région.

## Direction
Le directeur depuis le 1er janvier 2022 est Emmanuel Morin.